# 9544 Scottbirney
A 9544 Scottbirney (ideiglenes jelöléssel 1984 EL) a Naprendszer kisbolygóövében található aszteroida. Edward L. G. Bowell fedezte fel 1984. március 1-én.